# Lijst van GR-paden in Frankrijk
Deze lijst van GR-paden in Frankrijk geeft slechts een selectie.
| GR                 | parcours |
| ------------------ | --- |
| GR1                | Rond Parijs (Île-de-France) |
| GR2                | Le Havre - Rouen (Seine-Maritime), Parijs, Dijon (Côte d'Or) |
| GR3                | La Baule-Escoublac (Loire-Atlantique), Saumur (Maine-et-Loire), Orléans (Loiret), Nevers (Nièvre), Mont Mézenc (Haute-Loire) |
| GR4                | Royan (Charente-Maritime), Limoges (Haute-Vienne), Puy-de-Dôme (Puy-de-Dôme), Saint-Flour (Cantal), Pont-Saint-Esprit (Gard), Grasse (Alpes-Maritimes) |
| GR5                | Hoek van Holland , Hasselt (Limburg-België), Metz (Moselle), Belfort (Territoire de Belfort), Chamonix-Mont-Blanc (Haute-Savoie), Nice (Alpes-Maritimes) |
| GR6                | Saint-Véran (Hautes-Alpes), Tarascon,(Bouches-du-Rhône), Conques (Aveyron), Langon (Gironde) |
| GR7                | Ballon d'Alsace (Vosges), Dijon,(Côte-d'Or), Saint-Étienne (Loire), Lodève (Hérault), Andorra la Vella (Andorra) met voortzetting naar het zuiden van Spanje |
| GR8                | Saint-Nazaire, Saint-Gilles-Croix-de-Vie en Hourtin-Plage, Sare) |
| GR9                | Saint-Amour (Jura), Léoncel (Drôme), Saint-Tropez (Var) |
| GR10               | Hendaye (Pyrénées-Atlantiques), Arette La Pierre-Saint-Martin (Pyrénées-Atlantiques), Bagnères-de-Luchon (Haute-Garonne), Mérens-les-Vals (Ariège), Port-Vendres (Pyrénées-Orientales) |
| GR12               | Parijs - Brussel met voortzetting naar Bergen op Zoom en Amsterdam |
| GR20               | Corsica: Calenzana (Haute-Corse), Conca (Corse-du-Sud) |
| GR21               | Normandië: Le Tréport, (Dieppe), Le Havre |
| GR34               | Bretagne: Mont-Saint-Michel, Saint-Brieuc (Côtes-d'Armor), Morlaix, Brest (Finistère), Presqu'île de Crozon, Douarnenez (Finistère), Pointe du Raz (Finistère), Lorient (Morbihan), Le Tour-du-Parc (Morbihan) |
| GR36               | Haut-Languedoc: Lodeye, Carcassonne, Corbières-Massief, Roussillon: Canigou-Massief, Bourg-Madame |
| GR50               | Hautes-Alpes: om het Nationaal park Écrins |
| GR51               | Alpes-Maritimes "Balcons de la Côte d'Azur" |
| GR52               | Alpes-Maritimes: St-Dalmas de Valdeblore, Col de Salèse, Madone de Fenestre, Baisse du Basto, Refuge de Merveilles, Pointe des Trois Communes, Sospel, Menton |
| GR 52A             | "Le Sentier Panoramique du Mercantour" : Col de Tende (Alpes-Maritimes), Saorge (Alpes-Maritimes), Breil-sur-Roya (Alpes-Maritimes), Sospel (Alpes-Maritimes), Col de Turini (Alpes-Maritimes), Saint-Martin de Vésubie (Alpes-Maritimes), Saint-Dalmas de Valdeblore (Alpes-Maritimes), Saint-Saveur-sur-Tinée (Alpes-Maritimes), Entraunes (Alpes-Maritimes), Colmars-les-Alpes (Alpes-de-Haute-Provence) |
| GR54               | Door de Oisans |
| GR57               | Luik (België) - Diekirch (Luxembourg) |
| GR65               | Genève (Zwitserland), Seyssel (Haute-Savoie), la Côte-Saint-André (Isère), Chavanay (Loire), Le Puy-en-Velay (Haute-Loire), Nasbinals (Lozère), Conques (Aveyron), Figeac (Lot), Moissac (Tarn-et-Garonne), Aire-sur-l'Adour (Landes), Roncevaux (Spanje) |
| GR68               | Rond de Mont Lozère |
| GR70               | (Chemin de Stevenson) Le-Puy-en-Velay (Haute-Loire), Lozère, Ardèche, Saint-Jean-du-Gard (Gard) |
| GR71               | L'Espérou (Gard), Mazamet (Tarn) |
| GR72               | Col du Bez (Ardèche), Barre des Cévennes (Lozère) |
| GR86               | Toulouse (Haute-Garonne), Bagnères-de-Luchon (Haute-Garonne) |
| GR96               | Vooralpen van de Haute-Savoie |
| GR122              | Bos van Bon-Secours tot Chappes |
| GR340              | Rond om Belle-Île-en-Mer |
| GR510              | Alpes-Maritimes "Le Sentier des Huit Vallées": Breil-sur-Roya, Sospel, Lucéram, Villars-sur-Var, Puguet-Théniers, Roquestéron, Grasse |
| GR738              | Haute Traversée de Belledonne, van Aiguebelle tot Vizille |
| GR Balcon du Léman | Tour des Balcon du Léman: Genève (Switzerland), Chaumont (Haute-Savoie), Zionpass (Svitzerland), La Muraz (Haute-Savoie), Lucinges (Haute-Savoie), Col de Cou (Habère-Poche, Haute-Savoie), Chevenoz (Haute-Savoie), Bernex (Haute-Savoie), Novel (Haute-Savoie) |
| GR du Littoral     | De Panne, Duinkerke, Calais, Boulogne-sur-Mer, Berck-Plage, Pas d'Authie |
| GR TMB             | Rond om de Mont Blanc |